# ميخائيل فار
ميخائيل فار (بالفرنسية: Michael Farr)‏ هو صحفي وكاتب ومترجم فرنسي، ولد في 1953 في باريس في فرنسا.

## وصلات خارجية
- الموقع الرسمي